# Ева Вежновец
Ева Вежновец (бел. Ева Вежнавец), настоящее имя Светлана Курс  (бел. Святлана Курс, род. 1972, Загалье, Минская область) — белорусская журналистка и писательница.

## Биография
В 1994 году окончила филологический факультет Белорусского государственного университета.
Работала в «Нашай Ніве», затем 13 лет на «Еврорадио». Главный редактор журнала Белорусского Хельсинкского комитета «Чалавек» (1996–1999). Автор изданий «Наша Ніва», «Свабода», «ARCHE», «Наша гісторыя», «Дзеяслоў», арт-проекта «Партизан», Радио «Свобода» и «Еврорадио», телеканала «Белсат» (1999-2020).
Живёт в Польше. В 2020 году она помогала пожилым людям в связи с пандемией коронавируса.

## Творчество
Пишет прозу. Её первый рассказ «Мы, два Хохлика» был опубликован в первом номере журнала ARCHE в 1998 году.
Соавтор сборника практик театральных и уличных хэппенингов «Свобода без тебя» (2003).
В сборнике рассказов «Путь маленького ублюдка» (2008) Ева Вежновец представила галерею нетипичных женских образов. Её сильные, стойкие героини ищут себя, пытаются выжить в стране «мелких мерзавцев» и готовы к испытаниям.
В 2015 году она опубликовала в «Нашей Ніве» свой рассказ «Параська и её чёрный бык», но не под псевдонимом, а под своим настоящим именем.
В качестве переводчицы сотрудничает с Театральным институтом Збигнева Рошевского в Варшаве (2019). Активист, автор и переводчик Ассоциации молодых художников «Навстречу театру» в Познани.
В 2020 году стала одним из первых двух авторов издательского проекта Светланы Алексиевич «Пфлаумбаум», в рамках которого вышла повесть «Куда ты, волк?» (2020). Жанр произведения описывается как «болотная сказка». Главная героиня, алкоголичка средних лет, ухаживает за незнакомцами в домах престарелых на Западе и неохотно отправляется в белорусскую глушь на похороны своей бабушки-гадалки. Здесь ей суждено искупить старые грехи, похоронить бабушку, выкопать возлюбленного и восстановить источники, и всё это — так и не приходя в сознание. Книга переведена на немецкий язык и вошла в шорт-лист Международной литературной премии 2023 года за современную зарубежную прозу.

## Награды
- 2013 год — стипендиатка литературной резиденции Villa Aurora und Thomas Mann House, финансируемой Министерством иностранных дел и Государственным уполномоченным по культуре Федеративной Республики Германии.
- 2018 год — лауреат Творческого конкурса Белорусской ассоциации журналистов «Вольнае слова» (2018).
- 2021 год — награждена Премией Ежи Гедройца за лучшую книгу прозы на белорусском языке за книгу «Куда ты, волк?[бел.]» (2020)[2].